# Vulturu, Vrancea
Vulturu là một xã thuộc hạt Vrancea, România. Dân số thời điểm năm 2002 là 8582 người.